# ハラルド・リンドベリ

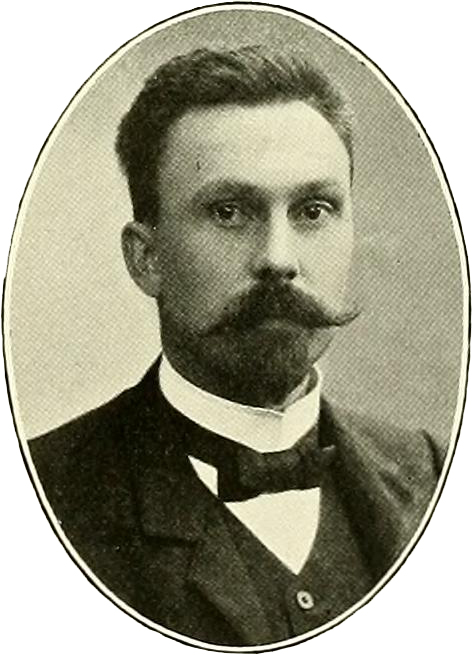
ハラルド・リンドベリ

ハラルド・リンドベリ（Harald Lindberg、1871年11月2日 - 1963年3月13日）は、フィンランドの植物学者である。父親はスウェーデン生まれの植物学者、セクトゥス・オットー・リンドベリである。

## 略歴
ヘルシンキに生まれた。ヘルシンキ大学で学んだ後、数年間中学校の教師を務めた。1910年にバラ科の種、Alchemilla vulgarisの研究でヘルシンキ大学で博士号を得て、ヘルシンキの植物博物館の最初の管理者となり、1941年までその仕事を続けた.。
植物の半化石を含むフェノスカンジア（バルト楯状地）地域の植物の研究や南ヨーロッパ、北アフリカの植物の分類学的研究も行った。1932年にはイギリス、アイルランドを訪れ、タンポポ属の植物の収集を行った。
150以上の新種植物の記載を行い、1906年から1945年の間、「フィンランドの植物標本」（"Plantae Finlandiae Exsiccatae"）を編集した。昆虫学の分野の著書に「カナリア諸島の甲虫」（"Coleoptera insularum Canariensium"）がある)。
イネ科の植物の属名 Lindbergellaに献名されている。

## 著作
- "Enumeratio plantarum in Fennoscandia orientali sponte et subsponte nascentium", 1901.
- "Schedae operis quod inscribitur Plantae Finlandiae exsiccatae e Museo Botanico Universitatis Helsingforsiensis distributae", 1906–1944.
- "Itinera mediterranea", 1932.
- Die Früchte der Taraxacum-Arten Finnlands, 1935.
- "Iter Cyprium", 1946.